# Koppelschleuse

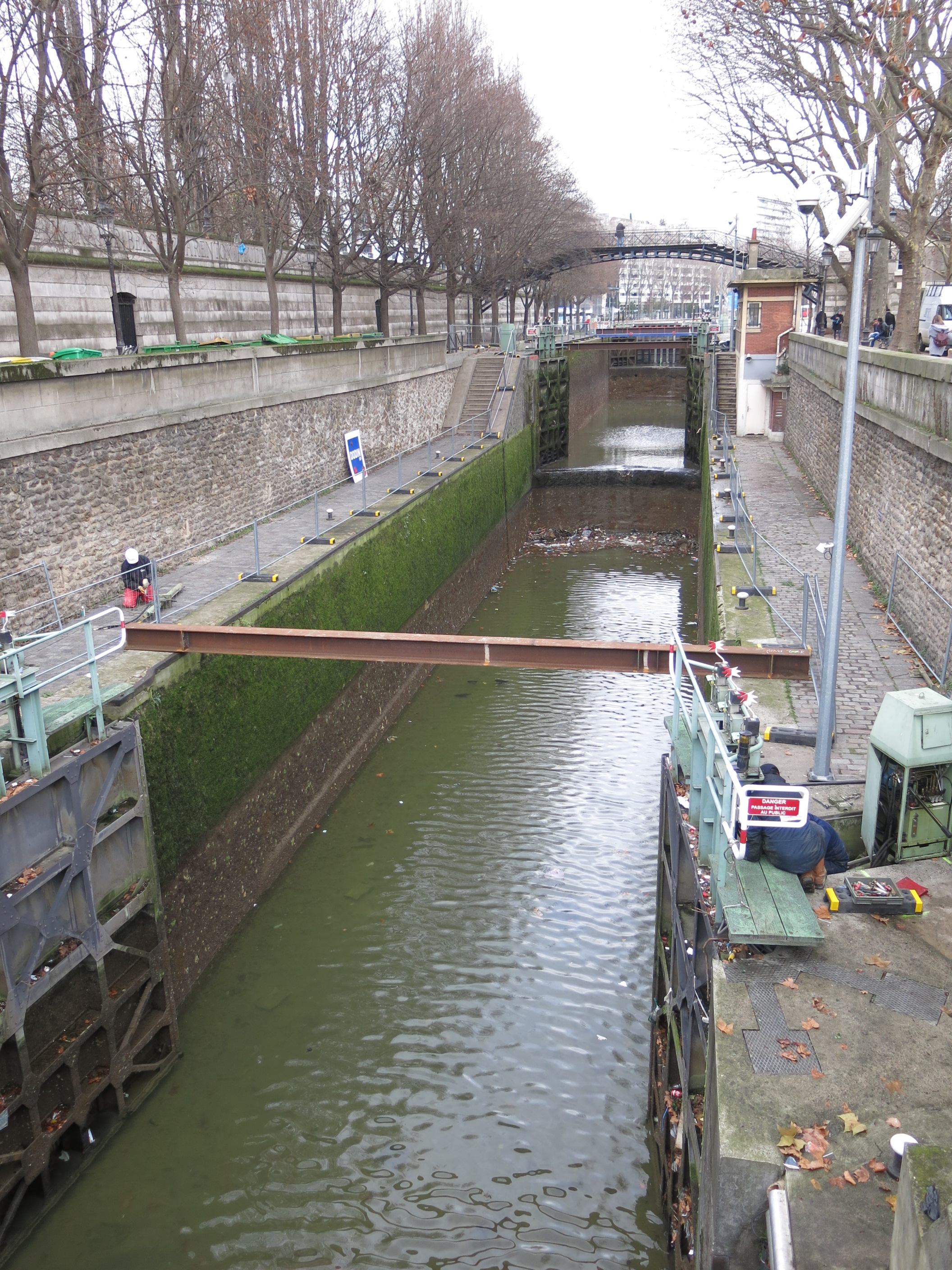
Die beiden Kammern der Écluse de la Villette im geleerten Zustand

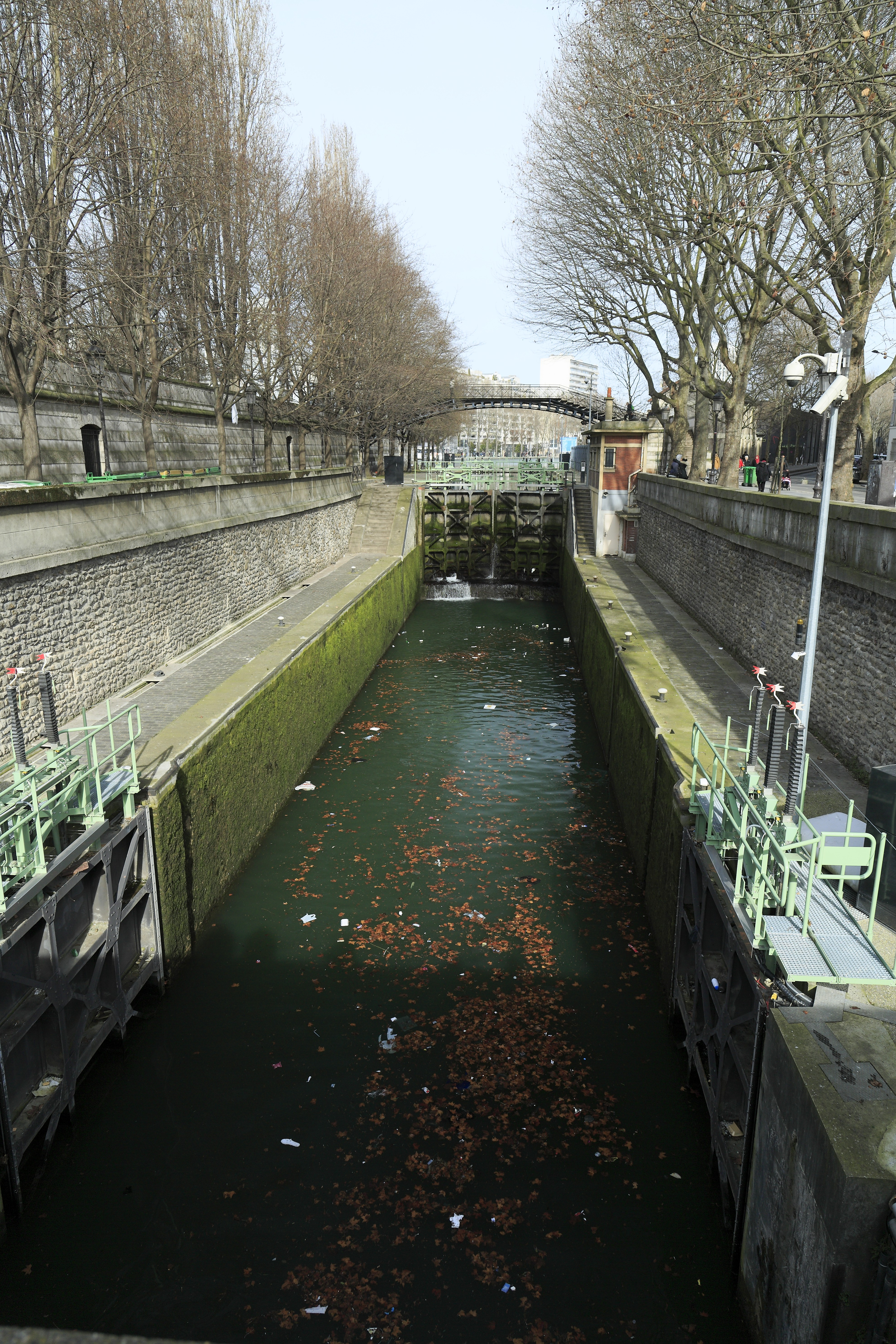
Koppelschleuse Écluse de la Villette am Canal Saint-Martin in Paris

Eine Koppelschleuse (auch Kuppelschleuse) ist eine besondere Bauform einer Schleuse. Sie wurde in früheren Zeiten gebaut, um größere Fallstufen zu überwinden, da man nicht in der Lage war, dies mit der Errichtung einer einzigen großen Schleuse zu bewältigen.
Eine Koppelschleuse hat zwei oder auch drei hintereinander liegende Schleusenkammern, bei denen das jeweilige Untertor gleichzeitig das Obertor der tieferliegenden Schleuse darstellt. Durch die Anordnung eines Tores zwischen zwei Schleusenkammern ist man in der Lage, den Höhenunterschied in zwei Etappen zu überwinden. Zur Unterscheidung gegenüber den Doppel- oder Zwillingsschleusen werden Koppelschleusen als Doppel- oder Dreifachschleusen bezeichnet. Bei mehr als drei Schleusenkammern spricht man von einer Schleusentreppe.

## Beispiele
- Meppen am alten Ems-Hase-Kanal,[2]
- Nordhorner Koppelschleuse
- Schleuse Parey des früheren Plauer Kanals an der Einmündung zur Elbe
- Weilburger Schifffahrtstunnel
- Écluse de la Villette am Canal Saint-Martin in Paris
- Gatun-, Agua-Clara-, Cocoli- (dreifach) und Miraflores- (doppel) Schleusen am Panamakanal

Pittoresk wirken die Schleusen des Kaledonischen Kanals in Schottland durch die weltweit größte Anzahl von Schleusen an einem Wasserbauwerk, insgesamt 29 auf 97 km Länge, von denen zwei 2-er, drei 3-er-, eine 4-er und eine 5-er Koppelschleusen sind, bei der im Volksmund Neptune’s Staircase genannten Schleusentreppe sind 8 miteinander gekoppelt. Der Kaledonische Kanal wird rege von der Freizeitschifffahrt genutzt und ist in die Landschaft eingebunden.